# Лемниската

Лемнискаты с тремя фиксированными фокусами.

Лемниска́та (от лат. lemniscatus — «украшенный лентами») — плоская алгебраическая кривая порядка {\displaystyle 2n}, у которой произведение расстояний от каждой точки до {\displaystyle n} заданных точек (фокусов) постоянно.

## Этимология
Название «лемниската» происходит от др.-греч. λημνίσκος — лента, повязка. В Древней Греции «лемнискатой» называли бантик, с помощью которого прикрепляли венок к голове победителя на спортивных играх.

## Примеры
- Лемнискатой с одним фокусом ({\displaystyle n=1}) является окружность радиуса {\displaystyle r}, а с двумя фокусами — овал Кассини.
- Частным случаем овала Кассини является лемниската Бернулли, по имени швейцарского математика Якоба Бернулли, положившего начало изучению лемнискат. Помимо Бернулли, свойства лемнискаты изучал (1718) Джулио Карло деи Тоски ди Фаньяно (Giulio Carlo de' Toschi di Fagnano).

## Уравнения
- Уравнение лемнискаты на комплексной плоскости имеет вид

{\displaystyle \left|(z-z_{1})(z-z_{2})\ldots (z-z_{n})\right|=r^{n},\;z=x+iy,\;r>0.}

## Свойства
- Произвольную кривую можно приблизить последовательностью лемнискат.
  - В частности, беря разное число фокусов, располагая их по-разному и назначая ту или иную величину для произведения расстояний, можно получать лемнискаты самых причудливых очертаний, например, очертания человеческой головы или птицы.